# Saison 4 des Griffin
Chronologie
Saison 3 Saison 5
La quatrième saison de la série d'animation Les Griffin est initialement diffusée aux États-Unis sur le réseau Fox du 1er mai 2005 au 21 mai 2006, et se compose de trente épisodes. Elle est diffusée en France du 9 août 2007 au 27 juin 2008 sur Canal+ en clair. La série se centre sur la famille instable des Griffin — le père Peter, la mère Lois, la fille Meg, le fils Chris, le bébé Stewie et leur chien anthropomorphe Brian, résidents de la ville fictive de Quahog. Dans la version originale, la série présente les voix de Seth MacFarlane, Alex Borstein, Seth Green, et Lacey Chabert dans le rôle de la famille Griffin. Les producteurs exécutifs de cette saison incluent David Zuckerman et MacFarlane.
À l'origine, la série prend fin en 2002 à cause d'un faible audimat, mais son revirement sur la chaîne Fox s'effectue grâce à sa diffusion sur Adult Swim et à la vente de plus de 3 millions de DVD de la série. Sueurs tièdes (North by North Quahog) est le premier épisode de ce revirement à être diffusé. Il est regardé par 11,85 millions de téléspectateurs américains.

## Production
En 2002, la série est annulée à cause d'un faible audimat,. La série est annulée après sa saison 1999–2000, mais revient pour une troisième saison en 2001. Pendant la troisième saison, la Fox annonce l'annulation de la série pour de bon,. La Fox tente de vendre les droits de la série, mais elle trouve difficilement preneur ; elle est finalement acquise par Cartoon Network pour « deux fois rien », selon le président de 20th Century Fox Television Production. Elle est, néanmoins, relancée grâce à sa diffusion sur Adult Swim, puis de retour sur la chaîne Fox en 2002.

## Épisodes
| No. de série | No. dans la saison | Titre                                                                    | Réalisation                                 | Scénario                       | Date de diffusion (FOX) | Date de diffusion (Canal +) | Date de diffusion (Télétoon) | Code prod. | Audience |
| --- | ------------------ | ------------------------------------------------------------------------ | ------------------------------------------- | ------------------------------ | ----------------------- | --------------------------- | ---------------------------- | ---------- | -------- |
| 51 | 1                  | Sueurs tièdes North by North Quahog                                      | Peter Shin                                  | Seth MacFarlane                | 1er mai 2005            | 9 août 2007                 | Inconnue                     | 4ACX01     | 11,85    |
| Peter est vexé que Lois ait hurlé le nom de George Clooney pendant leurs ébats. Lois admet que le sexe lui importe moins. Le couple repart en lune de miel pour ranimer la flamme et laisse la maisonnée à la charge de Brian. Mais Peter a un accident en lisant un comics au volant, ce qui ulcère Lois. Le couple doit se contenter d'un motel miteux en attendant les réparations. Peter décide de se faire passer pour Mel Gibson afin de squatter sa suite réservée à l'année. Chris lui se fait surprendre à essayer de boire de l'alcool lors de la fête de l'école et Brian décide de voir le père de Jake Tucker qui lui avait donné la bouteille. Peter est encore plus vexé quand Lois se met à fantasmer sur Mel Gibson. Avant de partir, Peter découvre une pièce secrète dans laquelle se trouve la suite immondement hollywoodienne de « la passion du christ ». Peter décide de voler les bobines afin d'éviter ça au public, mais ils sont interceptés par deux prêtres ninjas venus récupérer les films oubliés. Tom Tucker refuse que son fils endosse la responsabilité de ses actes et Stewie décide de placer de la drogue dans le casier du gamin pour venger Chris. Peter enterre les films mais Lois est enlevée et Peter tente de piéger Mel en rendant des bobines pleines de merde mais Mel évente le coup et le couple s'enfuit, poursuivi par un Mel armé sur le Mont Rushmore. Mel se fait piéger et fait une chute mortelle. Lois, émoustillée, retrouve alors enfin le plaisir du corps de son mari. |                    |                                                                          |                                             |                                |                         |                             |                              |            |          |
| 52 | 2                  | La maîtresse de l'intello Fast Times at Buddy Cianci, Jr. High           | Pete Michels                                | Ken Goin                       | 8 mai 2005              | 10 août 2007                | Inconnue                     | 4ACX02     | 9,71     |
| Les Griffin font la visite du collège de Chris. Mais la prof d'anglais de Chris gagne le gros lot du loto et démissionne sur le champ. Brian se retrouve au poste et fait preuve de beaucoup de compétence mais il est réassigné à la classe de rattrapage et sa remplaçante tape immédiatement dans l'œil de Chris. Brian a du mal à gérer les éléments violents de son nouveau groupe. Chris cherche auprès de son père des conseils pour draguer mais Lois n'est pas heureuse de savoir son fils amoureux de sa prof. Brian essaye une nouvelle approche mais qui n'est pas couronnée de succès. La professeur de Chris avoue son amour au garçon, en lui demandant discrètement de tuer son mari afin de vivre sans encombre un amour partagé. Chris refuse alors que Lois découvre le plan de la prof démoniaque. Le mari de la prof se fait alors déchiqueter par un ours et Lois croit que Chris a fait le coup. Brian est surpris de voir qu'il a réussi à donner sans le savoir un peu d'espoir aux élèves de sa classe. Lois fait disparaître le cadavre pour protéger son fils. La police découvre cependant la culpabilité de l'épouse, en fuite avec son amant ursidé. |                    |                                                                          |                                             |                                |                         |                             |                              |            |          |
| 53 | 3                  | Les Farces du mal Blind Ambition                                         | Chuck Klein                                 | Steve Callaghan                | 15 mai 2005             | 16 août 2007                | Inconnue                     | 4ACX04     | 9,20     |
| La bande de Peter se fait une soirée bowling mais Quagmire est surpris à mater Lois aux toilettes et se fait arrêter. Lois compte le faire expulser du quartier, ce que Peter refuse. Lois accepte de lui laisser une dernière chance mais Quagmire admet avoir du mal à contrôler ses pulsions. Au centre commercial, Quagmire sauve la vie d'une cliente qui avait fait un arrêt cardiaque alors qu'il voulait juste la violer. Cela déprime Peter car il est le dernier de la bande à ne pas avoir fait les gros titres du journal. Peter décide de battre un record et de manger le plus de pièces de 5 cents. Peter obtient le record mais le nickel absorbé détruit ses yeux et le rend aveugle. Peter s'adapte tant bien que mal, même s'il finit un soir par erreur dans le lit de Chris...Peter se rend à la Palourde sans se rendre compte qu'elle est en flammes et sauve Horace par accident, ce qui lui vaut les honneurs du journal. Par la suite, Peter retrouve la vue quand on lui greffe les yeux d'un SDF mort tiré sous une voiture par son chien d'aveugle auquel il l'avait attaché sans faire attention. On apprend que la lenteur du débit de Cleveland est due au fait qu'il ait pris un coup de totem sur la tête alors qu'il était commissaire-priseur. |                    |                                                                          |                                             |                                |                         |                             |                              |            |          |
| 54 | 4                  | Rock Around The Cloche Don't Make Me Over                                | Sarah Frost                                 | Gene Laufenberg                | 5 juin 2005             | 17 août 2007                | Inconnue                     | 4ACX03     | 7,23     |
| Meg tombe amoureuse du rebelle du lycée mais se fait jeter, ce qui la déprime un max. Lois décide de refaire le look de sa fille pour lui remonter le moral. La bande découvre que la Palourde est en vente à cause de l'ouverture d'un nouveau centre commercial. La bande redécore l'endroit pour rendre service mais finalement c'est pire que tout. La bande découvre alors un vieux karaoké jamais installé pour sauver la mise à Horace. La soirée est un tel succès que la bande décide de fonder un groupe de rock. Mais ils oublient simplement d'apprendre des chansons, ce qui provoque une émeute dans la prison ou ils étaient aller jouer. Seule l'apparition de Meg avec son nouveau look calme les émeutiers. La famille est repérée par un directeur artistique emprisonné et enregistre son premier album, ce qui monte rapidement à la tête de Meg lors de la tournée. Meg est humiliée en public quand le présentateur du Saturday night live se sert du dépucelage de Meg en gag d'ouverture. Peter réagit en passant le présentateur à tabac en public. Meg décide de reprendre son ancien look pour retrouver son ancienne vie. |                    |                                                                          |                                             |                                |                         |                             |                              |            |          |
| 55 | 5                  | L'amour a vingt dents The Cleveland-Loretta Quagmire                     | James Purdum                                | Mike Henry et Patrick Henry    | 12 juin 2005            | 23 août 2007                | Inconnue                     | 4ACX08     | 8,35     |
| La bande de Peter se détend sur un yacht où Quagmire se fait draguer sans vergogne par la femme de Cleveland. Glenn a des scrupules mais finit par céder aux avances. Peter lui doit suivre des cours de secourisme après avoir été incapable d'essayer de sauver Joe qui a failli se noyer. Peter se montre trop empressé de sauver des vies et il se fait retirer sa carte de sauveteur. Il surprend alors Loretta en pleine action et se résout à annoncer la mauvaise nouvelle à son ami qui en parle à sa femme mais il se fait jeter, son épouse lui reprochant son caractère lymphatique qui lui fait accepter tout et n'importe quoi. Peter veut demander à Quagmire des conseils pour aider Cleveland à avoir une liaison à son tour mais son tatouage sur la fesse trahit ce dernier. Lois pousse Cleveland à réagir violemment pour récupérer l'amour de Loretta et Peter arrive à réveiller l'agressivité de ce dernier à un point qu'il est obligé de planquer Quagmire chez le maire pour protéger ce dernier. Cleveland finit par retrouver Glenn mais son caractère doux et placide refait surface et finit par pardonner à Quagmire. En revanche il ne change pas d'opinion envers sa femme et décide de divorcer. |                    |                                                                          |                                             |                                |                         |                             |                              |            |          |
| 56 | 6                  | Autant en emporte les vents Petarded                                     | Seth Kearsley                               | Alec Sulkin et Wellesley Wild  | 19 juin 2005            | 24 août 2007                | Inconnue                     | 4ACX09     | 7,23     |
| Les Griffin organisent une soirée de jeux de société. Le Trivial Pursuit révèle que Peter est incapable de répondre à autre chose que les questions du niveau de maternelle, ce qui lui permet pourtant de gagner la partie. Énervé par le caractère pédant pris par Peter, Brian le pousse à passer le test d'entrée de la MENSA pour le mettre face à la réalité. Le résultat est pire que prévu car le test révèle que Peter est mentalement retardé. Lois tente de consoler Peter mais la législation de l’État l'oblige à des protections particulières qui le portent sur les nerfs. Mais il découvre également que son état empêche toute poursuite judiciaire à son encontre, et Peter en profite largement en faisant tout et n'importe quoi, sans se soucier des conséquences. Peter finit par jeter accidentellement de l'huile bouillante sur Lois qui finit à l’hôpital. La justice finit par retirer ses enfants à Peter le temps que Lois guérisse. Peter fait appel de la décision mais échoue. Sa convalescence finie, Lois revient alors à la maison avec les enfants. |                    |                                                                          |                                             |                                |                         |                             |                              |            |          |
| 57 | 7                  | Gratte-moi, idiote Brian the Bachelor                                    | Dan Povenmire                               | Mark Hentemann                 | 26 juin 2005            | 30 août 2007                | Inconnue                     | 4ACX10     | 7,29     |
| Au matin, Chris se réveille avec son premier gros bouton d'acné juvénile. Peter veut profiter de la venue de l'émission « Bachelorette » pour trouver une nouvelle femme à Cleveland. Mais c'est Brian qui est sélectionné par surprise. Chris a la surprise de voir son bouton grossir et se mettre à parler, le poussant à commettre des délits. Brian est surpris de faire partie des derniers sélectionnés et commence à apprécier Brooke qui se révèle plus intelligente qu'elle en a l'air. Lois voit que le problème de Chris s'aggrave quand elle apprend que la pharmacie s'est fait voler tous les produits anti-acné. Brian touche au but quand il se retrouve en finale contre Quagmire et craint de perdre ses atouts quand Brooke rencontre sa famille. Mais Brooke le choisit contre toute attente. Brian est sur un petit nuage mais il a le cœur brisé quand Brooke le largue une fois le tournage de l’émission terminé. Brian s'accroche de façon pathétique pendant que Chris a finalement raison de son bouton à l'aide de cortisone. |                    |                                                                          |                                             |                                |                         |                             |                              |            |          |
| 58 | 8                  | La niaise du samedi soir 8 Simple Rules for Buying My Teenage Daughter   | Greg Colton                                 | Patrick Meighan                | 10 juillet 2005         | 31 août 2007                | Inconnue                     | 4ACX11     | 6,1      |
| Meg en a assez que Neil la drague continuellement. Peter achète des capotes mais manquant de liquide, Mortimer lui fait crédit pour le mois et Peter se met à acheter tout et n'importe quoi. Il se retrouve avec une note astronomique à régler. Pour effacer sa dette, Peter propose à Mortimer que Meg devienne la petite amie de son fils, allant jusqu'à signer un contrat. Mais Neil est tombé amoureux d'une autre fille et refuse le deal, ce qui rend Meg jalouse. Lois elle arrive enfin à trouver une baby-sitter qui plaise à Stewie. Le gamin est cependant ulcéré d'apprendre que la fille qu'il drague a déjà un petit ami. Meg elle finit par signer le contrat mais elle le regrette vite en lisant les clauses après avoir accepté. Stewie lui tabasse le petit ami de la baby-sitter avant de le séquestrer dans la coffre de la voiture de Brian pour avoir le champ libre. Mais la baby-sitter refuse ses avances et Stewie se met en tête de la faire renvoyer pour se venger. Lois cherche à briser le contrat mais seule une infidélité de Neil pourrait libérer Meg. Stewie fait passer la baby-sitter pour une junkie et Lois la renvoie mais Stewie regrette son geste. Lois donne de sa personne pour mettre Neil en position délicate et arrive à ses fins. Stewie ne se soucie de son prisonnier que deux semaines après et ne se presse pas, le jugeant certainement mort. |                    |                                                                          |                                             |                                |                         |                             |                              |            |          |
| 59 | 9                  | Par ici la bonne coupe Breaking out Is Hard to Do                        | Kurt Dumas                                  | Tom Devanney                   | 17 juillet 2005         | 6 septembre 2007            | Inconnue                     | 4ACX12     | 5,75     |
| Lois fait les courses mais elle n'a pas assez d'argent et décide de piquer un jambon pour le repas du soir. Le geste déclenche chez elle une frénésie de kleptomanie et elle en profite pour rééquiper toute la maison, à la grande suspicion de Brian qui la prend sur le fait. Lois accepte de rendre tout ce qu'elle a pris, mais Joe l'arrête avant qu'elle puisse tout rapporter, ajoutant un délit de fuite aux charges retenues. Lois est condamnée à trois ans ferme. La maisonnée dégénère rapidement niveau hygiène et Peter décide de faire évader sa femme. La famille s'enfuit et se réfugie dans le quartier chinois ou ils tentent de se fondre dans la population. Peter se fait repérer en participant à un tournoi de Sumo et la famille doit fuir à nouveau via les égouts ou ils sont poursuivis en hélicoptère par Joe. Lois décide de se rendre mais Joe manque de tomber dans un gouffre. Lois le sauve d'une mort certaine et ce geste lui permet d'obtenir une remise de peine. |                    |                                                                          |                                             |                                |                         |                             |                              |            |          |
| 60 | 10                 | Défilé de moches Model Misbehavior                                       | Sarah Frost                                 | Steve Callaghan                | 24 juillet 2005         | 7 septembre 2007            | Inconnue                     | 4ACX13     | 6,73     |
| Les Griffin partent assister à une régate ou Peter espère participer sur le yacht de son beau-père. Stewie apprend que Brian a des vers mais ce dernier n'a pas les moyens de payer les cachets pour se soigner. Meg apprend que sa mère a failli devenir mannequin mais que son père lui a refusé la permission de signer un contrat. Peter décide de participer à la régate dans une baignoire à la suite du refus de son beau-père de l'accepter dans son équipe. Les Griffin gagnent à la surprise générale, ce qui donne l'envie à Lois de retenter sa chance dans le mannequinat. Stewie offre de payer les médicaments à Brian en échange de son aide dans sa nouvelle entreprise de vente pyramidale. Lois inaugure ses premiers contrats à la pharmacie de Mortimer, ce qui attire l'attention d'une grande agence de mannequin à la grande joie de cette dernière. Peter commence à être jaloux de l'attention que Lois commence à attirer, d'autant plus qu'elle commence à prendre des coupe-faims pour maigrir plus vite. Peter demande de l'aide à son beau-père et le duo enlève Lois lors de la fête de Vogue. Peter arrive à faire renoncer à sa carrière à Lois en lui montrant qu'elle voulait juste faire quelque chose que tout le monde lui interdisait par pure contrariété. |                    |                                                                          |                                             |                                |                         |                             |                              |            |          |
| 61 | 11                 | La guerre des moutons Peter's Got Woods                                  | Chuck Klein et Zac Moncrief                 | Danny Smith                    | 11 septembre 2005       | 13 septembre 2007           | Inconnue                     | 4ACX14     | 9,22     |
| Peter veut sécher la réunion de parents d'élèves et il envoie Brian à sa place ou ce dernier rencontre une charmante femme noire qui lui fait de l'effet. Brian la revoit et pour bien se faire voir, propose de rebaptiser le lycée Woods du nom d'une personnalité noire. La proposition met Peter en colère car il est fan de l'acteur James Woods et il se met en tête de faire échouer la proposition de Brian. Il fait venir l'acteur qui se montre si convaincant en faveur du changement de nom que pour le remercier de sa modestie, le lycée décide de garder finalement son nom. Peter est si heureux qu'il invite l'acteur à rester quelques jours, et ce dernier commence à taper l'incruste. Brian retourne voir son amie qui le met en demeure de choisir entre elle et Peter. Brian refuse le dilemme et son amie le plaque sur le champ. Brian a la mauvaise surprise de voir que Woods a pris sa place dans le cœur de Peter. Ce dernier se rend dès lors compte que Woods devient très possessif et jaloux à son tour de Brian. Peter prend les devants et piège Woods avant de le renvoyer en Californie dans une caisse en bois qui se perd dans le hangar des Aventuriers de l'Arche perdue. |                    |                                                                          |                                             |                                |                         |                             |                              |            |          |
| 62 | 12                 | Mes rames et mes vieux Perfect Castaway                                  | James Purdum                                | John Viener                    | 18 septembre 2005       | 14 septembre 2007           | Inconnue                     | 4ACX15     | 8,68     |
| La campagne de pêche de Peter est un désastre. Sa bande vient lui donner un coup de main sur le bateau mais le navire fait naufrage à la suite d'une tempête et le groupe se retrouve sur un radeau pendant des semaines avant d'aborder une île déserte pendant que le reste de la ville les croient tous morts. Les naufragés sont récupérés par une croisière et chacun rentre chez soi. Peter découvre que Lois s'est remariée avec Brian. Peter se rend compte que tout va mieux dans sa famille en son absence, et il décide de partir de son côté. Remonté, Peter décide de reconquérir sa femme mais Lois a des scrupules quant à Brian. Elle finit par céder et Stewie se fait un plaisir de montrer leurs exploits sexuels enregistrés en cachette à Brian. Il comprend en les écoutant qu'il n'aura jamais le cœur de Lois et ce dernier accepte de divorcer afin que Lois et Peter puissent se remarier. |                    |                                                                          |                                             |                                |                         |                             |                              |            |          |
| 63 | 13                 | À bout de moufle Jungle Love                                             | Seth Kearsley                               | Mark Hentemann                 | 25 septembre 2005       | 20 septembre 2007           | Inconnue                     | 4ACX16     | 8,56     |
| Chris est terrifié à l'idée de rentrer en seconde à cause du bizutage. Peter lui recherche un nouvel emploi et trouve un poste administratif dans une brasserie. Chris est très marqué par sa journée et Brian essaye de lui faire affronter ses problèmes en face mais Chris l'ignore et fugue en Amérique du Sud au sein des Casques Bleus. Chris se retrouve au sein d'une tribu d'Amazonie pendant que Peter se murge à son nouveau travail. Chris se retrouve lui sans le savoir marié à la fille du chef, ce qui le ravit beaucoup et le convainc de ne plus repartir. La famille part alors le récupérer et Peter devient la nouvelle divinité locale car il possède plus de trente dollars sur lui. Chris devient mal à l'aise devant le comportement colonial de son père. Il comprend que fuir ses problèmes n'est pas la solution mais il doit partir en catastrophe quand la tribu apprend qu'il est nouveau dans son lycée, ce qui déclenche une séance de bizutage extrême. |                    |                                                                          |                                             |                                |                         |                             |                              |            |          |
| 64 | 14                 | Le vieux rhum et la mère PTV                                             | Dan Povenmire                               | Alec Sulkin et Wellesley Wild  | 6 novembre 2005         | 21 septembre 2007           | Inconnue                     | 4ACX17     | 7,98     |
| En Afghanistan, Oussama ben Laden enregistre une vidéo de propagande mais éclate de rire en se trompant de mot. Tous les occupants de la grotte sont pris de fous rires avant que Stewie ne se découvre et ne se mette à tabasser tout le monde... Lois est en colère quand elle apprend que Peter a l'intention de regarder les Emmy Awards au lieu d'aller voir la pièce de Meg et cogne son mari pour l'obliger à y aller. Peter est d'autant plus fâché d'avoir raté la cérémonie que son acteur favori a fait un scandale en y perdant son pantalon. Peter et Brian se rendent compte que l'incident a poussé à une censure exagérée de tout ce qui passe à l'antenne. Afin de veiller à sa propre liberté d'expression, Peter lance sa propre chaîne, sans aucune censure. La chaîne a du succès malgré les doutes de Lois, qui se met en colère quand Peter commence à chier sur les voitures pour son émission phare. Peter voit cependant sa chaîne frappée d'interdiction et sa défense fait que la Censure se met en tête de brouiller tout ce qui est censurable dans la vraie vie, ce qui finit par faire changer Lois d'avis sur le bien-fondé de la censure quand les rapports sexuels deviennent impossibles. Peter embarque tout la famille protester au Congrès fédéral qui doit se plier à ses arguments. |                    |                                                                          |                                             |                                |                         |                             |                              |            |          |
| 65 | 15                 | On ne peut pas traire tout le monde Brian Goes Back to College           | Greg Colton                                 | Matt Fleckenstein              | 13 novembre 2005        | 27 septembre 2007           | Inconnue                     | 4ACX18     | 9,2      |
| La bande à Peter participe à un concours de sosies et ils remportent le concours pour leur déguisement de « l'agence tout risque ». Brian lui a le bonheur de se voir proposer un poste dans un prestigieux journal, mais sa candidature est finalement rejetée car il n'a pas validé un cours de sa licence de Lettres. Peter s'obstine à porter sa tenue d'Hannibal Smith, ce qui lui donne l'idée de former pour de bon une équipe d'Agence Tout Risque. Le comportement de Stewie pousse Brian à finir ses études et il retourne à la fac. Mais le haut niveau demandé lui fait craindre un échec et il hésite à se servir des devoirs réalisés par Stewie pour réussir, ce qu'il fait finalement. Brian veut avouer son forfait mais il découvre que son devoir a sauvé son professeur de la dépression. La bande à Peter tente de protéger un parc municipal de la destruction mais leur bonne volonté fait foirer la mission. Lois convainc Brian de passer l'examen final en le menaçant avec l'aspirateur en marche. Sa préparation musclée par Stewie ne change rien à la donne, et Brian échoue, à son grand soulagement, ayant pu résister à la tentation de tricher. |                    |                                                                          |                                             |                                |                         |                             |                              |            |          |
| 66 | 16                 | Les vieux sont tombés sur la tête The Courtship of Stewie's Father       | Kurt Dumas                                  | Kirker Butler                  | 20 novembre 2005        | 28 septembre 2007           | Inconnue                     | 4ACX19     | 9,08     |
| Stewie est en colère car il s'ennuie, ce qui lui redonne l'envie de tuer sa mère. Peter déprime car une fois encore, c'est son collègue handicapé mental qui a obtenu le titre d'employé du mois et pas lui. Il veut flatter sa supérieure pour avoir sa chance le mois suivant mais il ne s'y prend pas très bien. Lois, elle pense que Stewie se languit de son père qu'il voit peu. Chris est lui forcé de réparer la vitre du vieux Herbert qu'il a accidentellement brisé, ce qui ne l'enchante guère. Peter est forcé d'emmener Stewie partout, ce qui l'enchante encore moins. Mais il découvre que Stewie adore le voir faire tomber des choses sur Lois, la blesser ou l'humilier. Il ne se prive pas de l'occasion de faire rire le bambin à la grande joie de ce dernier. Chris lui s'acquitte de ses travaux dans la maison du vieux pédophile qui le remercie en lui offrant un bon restaurant, ou il rêve d'une vie idéale en sa compagnie. Mais Stewie se sent trahi quand Peter laisse Lois le coucher avant une engueulade, brisant le lien affectif. Peter emmène alors le bébé à Disneyworld, ce qui met Stewie en joie. Mais il est enlevé par la direction du parc qui en fait une marionnette du « Monde des Poupées ». Peter retrouve rapidement sa trace et libère tous les prisonniers avant de s'enfuir à la manière d'Indiana Jones. |                    |                                                                          |                                             |                                |                         |                             |                              |            |          |
| 67 | 17                 | Les maux de la faim The Fat Guy Strangler                                | Sarah Frost                                 | Chris Sheridan                 | 27 novembre 2005        | 11 octobre 2007             | Inconnue                     | 4ACX20     | 9,85     |
| Peter sèche son examen médical pour aller avec ses amis se gaver de viande. Lois découvre le mensonge et force Peter à aller à son rendez-vous. Le médecin ne trouve rien à redire, à part l'obésité de Peter qu'il trouve trop prononcée, ce qui le vexe. Lois elle découvre dans une photo cachée l'existence de son frère aîné, interné dans un asile d'aliénés. Le jeune homme semble pourtant équilibré. Lois fait dès lors sortir son frère, traumatisé depuis qu'il a surpris sa mère en train de baiser avec un acteur obèse, et l'invite dans sa maison. Peter lui accepte le fait qu'il est gros et il décide de monter une association afin d'avoir du poids et de la reconnaissance au sein de la société. Lois découvre cependant que son frère Patrick s'est inventé une femme imaginaire, ce qui inquiète Brian. Patrick lui voit sa terreur d'enfance refaire surface à cause de Peter. Lois découvre que Patrick est suspecté d'avoir tué un obèse dans le voisinage, mais elle se refuse à l'évidence, même quand elle trouve un autre cadavre et un agonisant dans la chambre de ce dernier. Brian arrive à lui ouvrir les yeux et ils partent au secours de Peter parti à la poursuite de Patrick. Capturé, Patrick est de nouveau interné. |                    |                                                                          |                                             |                                |                         |                             |                              |            |          |
| 68 | 18                 | Les ronds baptismaux The Father, the Son, and the Holy Fonz              | James Purdum                                | Danny Smith                    | 18 décembre 2005        | 12 octobre 2007             | Inconnue                     | 4ACX22     | 8,26     |
| Peter est heureux d'organiser l'anniversaire de son père et de le recevoir pour sa fête. Francis lui demande avec insistance que Stewie soit baptisé malgré l'hostilité de Lois à ce sujet. Francis obtient un baptême express mais Stewie tombe gravement malade et doit être gardé à l'isolement. Lois ouvre les yeux de Peter et ce dernier, pour contrer l'influence de son père, tente de choisir une autre religion qui lui convienne. Ses échecs répétés le conduisent à fonder sa propre Église, vénérant Fonzie, de la série Happy Days. Brian lui s'amuse de Stewie qui doit vivre pour un temps dans une bulle stérile. Contre toute attente, l’Église de Fonzie attire du monde et Francis, qui refuse de voir son fils tourner le dos au catholicisme, accepte de s'allier avec Brian pour mettre fin au succès de Peter. Le plan réussit car Peter perd ses fidèles, attirés par d'autres Églises aussi farfelues que la sienne. Déçu, Peter accepte ce coup du sort, ignorant qu'il a réussi à convaincre son propre père de la pertinence de sa religion. |                    |                                                                          |                                             |                                |                         |                             |                              |            |          |
| 69 | 19                 | La musique adoucit le beurre Brian Sings and Swings                      | Chuck Klein et Zac Moncrief                 | Michael Rowe                   | 8 janvier 2006          | 18 octobre 2007             | Inconnue                     | 4ACX21     |          |
| Peter renverse accidentellement Brian en voiture et le chien se retrouve avec une collerette et une sérieuse remise en question quant à sa vie. Meg elle se retrouve par erreur inscrite dans le club des lycéennes lesbiennes, dont elle accepte le fait d'être membre tellement sa vie sociale est nulle. Brian rencontre Frank Sinatra Jr. au club et commence un tour de chant en sa compagnie. Le succès est tel que le duo devient régulier. Stewie renforce le duo avec raison, car Brian picole de plus en plus avant chaque tour de chant, au point de ne plus pouvoir assurer son spectacle. Meg change de look pour faire croire à son homosexualité envers ses nouvelles amies. Saoul, Brian finit par mordre Peter qui voulait l’empêcher de poursuivre ses tours de chants. Brian tente de s'excuser mais Peter ne veut rien savoir, et Brian disparaît. Stewie le retrouve saoul dans la rue, à s'interroger sur son incapacité à accepter le fait qu'il ne peut pas tout maîtriser dans la vie. Meg elle finit par avouer à ses amies qu'elle n'est pas lesbienne. Brian se reprend alors et reprend ses tours de chants, qui s'achèvent quand la mère de Sinatra Jr. vient le chercher en lui tirant l'oreille pour qu'il rentre enfin à la maison. |                    |                                                                          |                                             |                                |                         |                             |                              |            |          |
| 70 | 20                 | La victoire en rampant Patriot Games                                     | Cyndi Tang                                  | Mike Henry                     | 29 janvier 2006         | 19 octobre 2007             | Inconnue                     | 4ACX25     | 9,08     |
| Brian tient un pari avec Stewie sur un combat de boxe. Contre toute attente, le favori de Brian perd et Stewie réclame son argent. Peter se rend à une soirée de retrouvailles d'anciens lycéens avec réticence au vu de sa vie banale. Joe le pousse à y mentir afin de sauver les apparences. Stewie bat violemment Brian qui met du temps à payer sa dette, allant jusqu'à user d'un lance-flammes pour récupérer son argent. Peter rencontre un de ses joueurs favoris et se fait humilier une fois le bobard découvert. Mais il y montre malgré lui un talent de quarterback et il se fait engager dans une grande équipe de football américain. Peter enchaîne les victoires mais son comportement commence à irriter ses équipiers qui l'envoient jouer avec la pire équipe européenne. Le niveau est tellement faible que Peter pense abandonner le sport. Lois le pousse à persévérer, et Peter, remonté, défie son ancienne équipe. Stewie, qui sait y être allé un peu fort avec Brian, lui offre de prendre sa revanche en le cognant par surprise. Brian accepte le deal et Stewie devient vite paranoïaque, ne sachant pas quand le coup va venir. Le jour du match, les joueurs anglais prennent peur à la vue de leurs adversaires et s'enfuient. Peter fait face seul à l'équipe entière et se fait laminer, regagnant cependant l'estime de ses coéquipiers, impressionnés par son courage. |                    |                                                                          |                                             |                                |                         |                             |                              |            |          |
| 71 | 21                 | Tant qu'il y aurait des pommes I Take Thee Quagmire                      | Tom Maxwell, Don Woodard et Steve Callaghan | Seth Kearsley                  | 12 mars 2006            | 25 octobre 2007             | Inconnue                     | 4ACX23     | 8,06     |
| Peter gagne à la Roue de la Fortune l'aide d'une femme de ménage pour une semaine. Lois se plaint que Stewie la tête trop fort et pense sevrer ce dernier. Quagmire tombe amoureux de Joan, la bonne, et l'invite à dîner sans même la harceler sexuellement. La rencontre se passe bien et Glenn finit par demander la jeune femme en mariage, ce que Joan accepte. Peter pense qu'il ne tiendra jamais et qu'il retournera vite à ses perversions. Stewie lui a du mal avec le sevrage. Mais Glenn a profondément changé, ce qui irrite Peter car il est devenu une véritable larve caractérielle. Lois a du mal aussi avec le sevrage car sa poitrine gonfle sous l'accumulation du lait. Sa poitrine gonflée finit par réveiller les hormones de Glenn mais trop tard pour empêcher l'union. Glenn comprend alors ce qu'il perd en se mariant, mais il ne peut demander le divorce car Joan se révèle être une suicidaire qui menace de se tuer s'il pense se séparer d'elle. La bande pense faire passer Quagmire pour mort, mais leur tentative est trop pitoyable pour que Joan s'y laisse prendre. Le pire est que la Mort, mise au courant par son administration, vient réclamer Quagmire. Joan tente de sauver Glenn mais elle meurt en touchant la Mort, qui est satisfait d'avoir rempli son quota de Quagmire sans trop se fatiguer. Lois renonce finalement à sevrer Stewie, ne voulant pas renoncer au lien qui les unit. C'est le premier épisode dans lequel Chris n'apparaît pas. |                    |                                                                          |                                             |                                |                         |                             |                              |            |          |
| 72 | 22                 | Le seigneur des berceaux Sibling Rivalry                                 | Dan Povenmire                               | Cherry Chevapravatdumrong      | 26 mars 2006            | 26 octobre 2007             | Inconnue                     | 4ACX24     | 7,95     |
| Lois fait un test de grossesse car elle a peur d'être à nouveau enceinte. Le test se révèle négatif mais Lois veut que Peter se fasse faire une vasectomie. Peter défie Lois à une course de voiture, dont le perdant devra se faire stériliser. Distrait, Peter finit par perdre. Cleveland suggère à Peter de faire congeler du sperme au cas où ils voudraient un autre enfant par la suite. Stewie prend le pouvoir dans le jardin d'enfants. Peter détruit par accident la réserve de la banque du sperme, et il la remplace en cachette par sa semence pour masquer sa maladresse. C'est ainsi que neuf mois après, Bertram, le jumeau encore plus maléfique de Stewie, nait. Ce dernier ne met pas longtemps à contester le leadership de Stewie sur le jardin. Lois elle se met à grossir car Peter ne veut plus de sexe depuis sa vasectomie. Stewie déclenche une offensive aérienne d'envergure contre la flotte d'hélicoptères de Bertram. Les batailles se succèdent et Bertram porte un coup d'envergure en contaminant Stewie avec la varicelle. Lois grossit tellement qu'elle en devient de nouveau désirable pour Peter qui découvre que le gras en excès lui est érotique. Stewie réussit à éliminer la garde de Bertram et affronte son demi-frère dans un duel à l'épée homérique qu'il finit par remporter. Battu, Bertram doit quitter le jardin. Lois fait une crise cardiaque en raison de tout le gras accumulé et doit se faire totalement liposucer d'urgence, retrouvant sa taille de guêpe au grand dam de Peter qui est surpris à baiser le sac de graisse retiré du corps de sa femme. |                    |                                                                          |                                             |                                |                         |                             |                              |            |          |
| 73 | 23                 | Matelas mari! Deep Throats                                               | Greg Colton                                 | Alex Borstein                  | 9 avril 2006            | 1er novembre 2007           | Inconnue                     | 4ACX26     | 7,88     |
| Brian s'ennuie à la maison. Lois le pousse à prendre un emploi pour s'occuper. Meg elle a décroché un stage à la mairie. Brian devient chauffeur de taxi. Lois et Peter s'inscrivent à un concours de talents ou ils interprètent un duo. Brian se prend une grosse amende après s'être garé sur une place pour handicapés et veut la contester auprès du maire. Brian se met en tête de prouver la corruption du maire. Peter et Lois ont eux du mal à écrire une nouvelle chanson, et s'aident du shit de Brian pour leur concentration. Ce dernier découvre que le maire a une liaison avec Meg. Le scandale serait total, mais Brian a des scrupules à utiliser son amie de cette façon, et décide de l'avertir avant de diffuser la nouvelle pour lui donner l'occasion de se préparer. Meg averti le maire, qui décide de rompre pour la protéger. Brian décide de ne pas utiliser l'information pour ne pas décevoir Meg encore plus. Le soir du spectacle, Peter et Lois se demandent pourquoi ils n'ont pas gagné malgré leur prestation époustouflante. Chris leur remet les pieds sur Terre en leur montrant la vidéo du chant, qui est un désastre embelli dans leurs esprits par tout le shit qu'ils ont consommé. |                    |                                                                          |                                             |                                |                         |                             |                              |            |          |
| 74 | 24                 | La folle du chariot Peterotica                                           | Kurt Dumas                                  | Patrick Meighan                | 23 avril 2006           | 2 novembre 2007             | Inconnue                     | 4ACX27     | 7,82     |
| La bande de Peter se rend dans une librairie érotique, mais Peter est déçu par le livre acheté et il commence à le réécrire pour montrer à l'éditeur ce qu'il aurait fallu mettre. Tous ceux qui le relisent trouvent le texte meilleur et la bande pousse Peter à se faire éditer. Peter demande de l'argent à son beau-père mais il n'obtient que 5 dollars, ce qui suffit à son bonheur. Le livre a du succès au point que Peter en écrit d'autres et que certains deviennent des livres audios. Les ennuis commencent quand un automobiliste a un accident dû à la distraction et attaque le père de Lois en justice en tant qu'éditeur, qui se retrouve ruiné à la suite du procès. Sa femme le quitte sur le champ pour Ted Turner et Carter vient vivre chez sa fille Lois. Carter déprime et Peter se met en tête de lui faire aimer la vie ordinaire des gens ordinaires. Mais il se rend vite compte qu'une telle vie est pourrie en fait, et il tente de devenir riche en compagnie de son beau-père. Mais tous ses plans se révèlent foireux. Carter admet finalement que la richesse ne fait que vous déposséder de tout ce que vous avez. Mais il refoule cette pensée quand son ex revient le chercher, ayant épousé et divorcé de Turner pour lui prendre la moitié de sa fortune. Peter lui se met à fantasmer sur le meurtre de Lois quand cette dernière lui révèle qu'elle a refusé un chèque de son père de 10 millions de dollars à l'occasion de son mariage. |                    |                                                                          |                                             |                                |                         |                             |                              |            |          |
| 75 | 25                 | Le marié était trop beau You May Now Kiss the...Uh...Guy Who Receives    | Dominic Polcino                             | David A. Goodman               | 30 avril 2006           | 8 novembre 2007             | Inconnue                     | 4ACX28     | 7,82     |
| Brian accueille son cousin Jasper en visite et ce dernier leur annonce son intention d'épouser Ricardo, son fiancé philippin, pendant que Stewie s'amuse à faire crasher des avions après son intrusion dans la tour de contrôle. Chris lui est tombé amoureux d'une belle blonde qui malheureusement pour lui fait partie du club des républicains du lycée. La ville ne parle cependant que de la dernière folie du maire, qui a dépensé tout l'argent de la ville dans une statue en or géante de la grenouille Smacks afin de rendre hommage aux soldats morts en Irak. Le scandale est tel que le maire doit trouver une diversion, et il annonce son intention d'interdire le mariage gay au sein de la commune. Lois approuve l'annonce car elle estime que le mariage devrait être réservé aux hétérosexuels, et elle décide de quitter la ville pour marquer son désaccord envers Brian qui a offert d'organiser la cérémonie dans le jardin. Chris lui épouse les idées de sa copine pour mettre toutes les chances de son côté. Brian décide de faire signer une pétition pour contrer le décret du maire. Il arrive à réunir les signatures nécessaires mais Chris les détruit à la demande de sa copine qui lui a promis de le laisser toucher ses seins en échange. Chez ses parents, Lois apprend que ces derniers ne se sont pas mariés par amour, mais par intérêt financier. Furieuse, Lois change d'avis et décide d'appuyer la pétition de Brian qui n'a d'autre choix que de prendre le maire en otage pour empêcher la signature du décret. Après la couverture médiatique apportée par cette affaire, le maire annonce qu'il n'a plus besoin du décret car le scandale de la statue est totalement oublié, et le mariage de Jasper peut enfin avoir lieu. |                    |                                                                          |                                             |                                |                         |                             |                              |            |          |
| 76 | 26                 | Que d'os que d'os Petergeist                                             | Sarah Frost                                 | Alec Sulkin et Wellesley Wild  | 7 mai 2006              | 9 novembre 2007             | Inconnue                     | 4ACX29     | 7,85     |
| Peter est vexé que Joe se soit offert un home cinéma car les soirées films de la bande s'y dérouleront désormais. Il veut une salle cinéma plus grande encore mais les travaux révèlent la présence d'une tombe indienne dans le jardin. Peter n'en a cure et dérange le squelette et commence à jouer avec le crâne. Rapidement, des phénomènes étranges se produisent et Stewie est finalement avalé dans une autre dimension par la télévision. Chris manque de se faire manger par un arbre mais le vieux Herbert intervient à temps et entraîne finalement l'arbre dans son lit. Une séance de spiritisme révèle que Stewie ne pourra sortir du piège que par l'arrière train de Meg. Lois ne peut attendre plus longtemps et décide d'aller chercher Stewie. Mais les fantômes envahissent la maison et la famille fuit en voiture pendant que la maison est aspirée dans les limbes. Brian apprend que remettre la tombe en état remettra les choses en place mais Peter a jeté le crâne à la poubelle et la famille doit fouiller toute la décharge. Ils apprennent que Carrot Top s'est emparé du crâne pour ses spectacles comiques et tentent de le lui reprendre. Peter arrive à reprendre son bien et remet la tombe en état, ce qui permet le retour de la maison. |                    |                                                                          |                                             |                                |                         |                             |                              |            |          |
| 77 | 27                 | Nos ancêtres les godiches Untitled Griffin Family History                | Zac Moncrief                                | John Viener                    | 14 mai 2006             | 16 novembre 2007            | Inconnue                     | 4ACX30     | 7,87     |
| Lois surprends des cambrioleurs dans la maison et la famille se réfugie dans la Panic Room installée au grenier. Mais Peter a omis de brancher le téléphone. Pour passer le temps, il se met à raconter l'histoire de la famille depuis ses lointains ancêtres préhistoriques. Affamé, Peter envoie Meg chercher à manger mais elle se fait capturer par les bandits qui prennent peur quand elle se met à les draguer. Peter provoque l'inondation de la Panic room mais la famille échappe à la noyade quand Joe ouvre la porte. La police a arrêté les voleurs mais Joe doit aussi arrêter Meg car les bandits ont porté plainte contre elle pour prédation sexuelle. |                    |                                                                          |                                             |                                |                         |                             |                              |            |          |
| 78–79–80 | 28–29–30           | L'Incroyable Histoire de Stewie Griffin Stewie Griffin: The Untold Story | Pete Michels                                | Gary Janetti et Chris Sheridan | 21 mai 2006             | 23 novembre 2007            | Inconnue                     | 4ACX05     | 7,88     |
| Les Griffin sont à la piscine et en profitent pour apprendre à nager à Stewie qui y met de la mauvaise volonté. Peter se voit proposer un poste de chroniqueur au journal télé en raison de son bagout. Vexé d'avoir fini dernier de la nage, Stewie prend le meilleur élève en nage et décide de l'éliminer en piégeant le siège du secouriste à l'aide d'explosifs. Mais la bombe a un dysfonctionnement et le fauteuil s'écrase sur Stewie, qui se retrouve un court moment en Enfer avant d'émerger de son court coma. Marqué par l'expérience, Stewie, qui ne veut pas y retourner, décide de devenir gentil et tente de se montrer amical avec tout le monde. Mais Brian fait facilement ressurgir sa personnalité au grand dam de ce dernier. Stewie commence alors à boire pour se calmer. Brian pousse Stewie à se saouler à mort afin de le dégouter de l'alcool à jamais mais il boit également et finit aussi bourré que le gamin qui défonce le mur du bar en voiture, ce qui provoque le renvoi de Peter de son poste au journal. La leçon a cependant porté et Stewie, pour se trouver, cherche quelqu'un qui puisse le comprendre. Stewie voit alors à la télé un passant qui lui ressemble se faire interviewer et croit voir en lui son véritable père. Stewie décide de se rendre en Californie retrouver l'inconnu et s'embarque dans le van de Quagmire qui part faire le tour de l'Amérique pour ses vacances. Mais le voyage prend trop de temps aux yeux de Stewie qui vole le camion lors d'une étape pour aller plus vite. Stewie retrouve l’hôtel où a été réalisée l'interview et localise l'inconnu qu'il poursuit en voiture mais qu'il perd après avoir heurté un marchand de fruits. Stewie retrouve l'inconnu dans le tramway. Ce dernier lui déclare qu'il n'est pas son père, mais bien lui-même, plus vieux de trente ans, en vacances dans son propre passé. Steward tente de repartir avant d'en dire trop sur le futur mais Stewie s'embarque en cachette quand ce dernier regagne l'avenir. Stewie découvre le futur de sa famille. Peter et Lois sont à la retraite, Chris est marié et est devenu policier et Meg a changé de sexe pour devenir Ron, au grand dam de Peter. Brian lui est mort empoisonné par du chocolat. Stewie découvre qu'il est devenu une lavette quand la femme de Chris manipule son mari pour envoyer ses parents en maison de retraite afin d'hériter de la maison au plus vite et que son alter ego plus âgé ne réagit pas. Stewie est furieux de savoir que sa vie future sera misérable et reprend en main les choses, ce qui n'arrange pas franchement la situation car ses conseils font que Steward s'humilie sexuellement, perd son travail et voit son appartement partir en fumées. Déprimé, Steward confie alors à Stewie que son court passage en Enfer lui est revenu en mémoire une fois adulte et que cela a fait de lui la larve qu'il est devenu. Stewie décide alors de repartir vers le passé empêcher sa tentative de meurtre à l'explosif. Steward emprunte de l'argent à sa mère qui accepte de financer le retour de Stewie à la condition d'empêcher le mariage de Chris et de promettre de ne jamais l'envoyer en maison de retraite, chose à laquelle Stewie s'empresse d'acquiescer de façon inquiétante. Stewie repart vers le passé, faisant un arrêt en chemin au mariage de Chris pour pulvériser sa fiancée avec un bazooka. Stewie arrive un peu avant le moment fatidique mais il doit courir comme un dératé pour parvenir à temps à la piscine. Il arrive à empêcher sa tentative de meurtre en détruisant la télécommande avant de se faire désintégrer par son équivalent du présent, furieux qu'il ait empêché le bon déroulement de son plan. Cette saga en trois parties est exploitée sur un DVD à part, enrichi d'une ouverture et d'une conclusion inédite par rapport à la diffusion à la télévision. |                    |                                                                          |                                             |                                |                         |                             |                              |            |          |

## Invités spéciaux
- Toute la famille de Malcolm
- Elmer Fudd & Bugs Bunny
- Scrat
- Kermit la grenouille
- Vil Coyote